# Question de cœur
Pour plus de détails, voir Fiche technique et Distribution.
Question de cœur (Questione di cuore) est une comédie dramatique italienne écrite et réalisée par Francesca Archibugi et sortie en 2009. Il s'agit de l'adaptation du roman Una questione di cuore d'Umberto Contarello paru en 2005

## Synopsis
Angelo, un culturiste bourgeois, et Alberto, un scénariste en crise, subissent une crise cardiaque et se retrouvent à partager la même chambre d'hôpital. Au fil de la maladie, malgré leurs origines sociales et culturelles différentes, une amitié intense naît entre eux, qui les rendra indispensables l'un à l'autre.

## Fiche technique
- Titre français : Question de cœur[1]
- Titre original italien : Questione di cuore[2]
- Réalisation : Francesca Archibugi
- Scenario : Francesca Archibugi d'après le roman Una questione du cuore d'Umberto Contarello (it)[3]
- Photographie : Fabio Zamarion (it)
- Montage : Patrizio Marone (it)
- Musique : Battista Lena
- Décors : Alessandro Vannucci
- Costumes : Alessandro Lai (it)
- Production : Matteo De Laurentiis, Guideo De Laurentiis, Riccardo Tozzi, Giovanni Stabilini, Marco Chimenz
- Société de production : Cattleya, Rai Cinema, Cinemello
- Société de distribution : Consorzio Italiano Distributori Indipendenti Film (Italie)
- Pays de production :  Italie
- Langue originale : italien
- Format : Couleurs - 2,35:1 - 35 mm
- Durée : 102 minutes
- Genre : Comédie dramatique[1]
- Dates de sortie :
  - Italie : 17 avril 2009
  - France : 7 juillet 2010[1]

## Distribution
- Antonio Albanese : Alberto
- Kim Rossi Stuart : Angelo
- Micaela Ramazzotti : Rossana
- Alessia Fugardi : Claudia
- Francesca Inaudi : Carla
- Andrea Calligari : Airton
- Nelsi Xhemalaj : Perla
- Claudio Seitti : Michele
- Chiara Noschese : Loredana
- Paolo Villaggio Renato
- Sabina Vannucchi : le chirurgien cardiaque aux urgences
- Raffaele Vannoli : l'infirmier des urgences
- Roberto Messini : cardiologue
- Lucia Batassa : la mère d'Angelo
- Stefania Sandrelli : elle-même
- Carlo Verdone : lui-même
- Paolo Sorrentino : lui-même
- Paolo Virzì : lui-même
- Daniele Luchetti : lui-même
- Ascanio Celestini : l'ami d'Angelo
- Adriano Aprà : le médecin d'Alberto